# زندگی جنسی
زندگی جنسی (به انگلیسی: Sexual Life) فیلمی محصول سال ۲۰۰۴ و به کارگردانی کن کواپیس است. در این فیلم بازیگرانی همچون ایان بیلی، الیزابت بنکس، کارلا گالو، دولی هیل، جیمز لوگرو، تام اورت اسکات، آزورا اسکای، کری واشینگتن، آن هیچ، کوین کوریگان، شرلی نایت و استیون وبر ایفای نقش کرده‌اند.